# Statens lantbruksförsök
Statens lantbruksförsök var en statlig svensk organisation för försöksverksamhet på jordbruksområdet som skapades 1948. Under organisationen sorterade Statens jordbruksförsök, Statens husdjursförsök, Statens mejeriförsök och Statens trädgårdsförsök. De två förstnämnda hade 1939 bildats ur Centralanstalten för försöksväsendet på jordbruksområdet under namnen Jordbruksförsöksanstalten respektive Husdjursförsöksanstalten. 1962 uppgick försöksverksamheten i Lantbrukshögskolan.